# Rhinaspis murina
Rhinaspis murina är en skalbaggsart som beskrevs av Hermann Burmeister 1855. Rhinaspis murina ingår i släktet Rhinaspis och familjen Melolonthidae. Inga underarter finns listade i Catalogue of Life.